# Frank Nievergelt
Pour les articles homonymes, voir Nievergelt.
Frank Nievergelt est un collectionneur et historien de l’art suisse. Il a réuni des centaines de céramiques contemporaines.

## Biographie
Collectionneur alémanique, il réunit depuis 1970 plus de 900 céramiques contemporaines dont il donne près de 200 au Musée Ariana.

## Expositions
- 2016 : Passionnément céramique. Collection Frank Nievergelt, Musée Ariana[2],[1].